# Побережное (Львовская область)
Побережное (укр. Побережне) — село в Городокской городской общине Львовского района Львовской области Украины.
Население по переписи 2001 года составляло 280 человек. Занимает площадь 6,221 км². Почтовый индекс — 81531. Телефонный код — 3231.

## История
В 1946 г. указом ПВС УССР хутор Ятвяги переименован в Побережный.